# Tyler Farrar

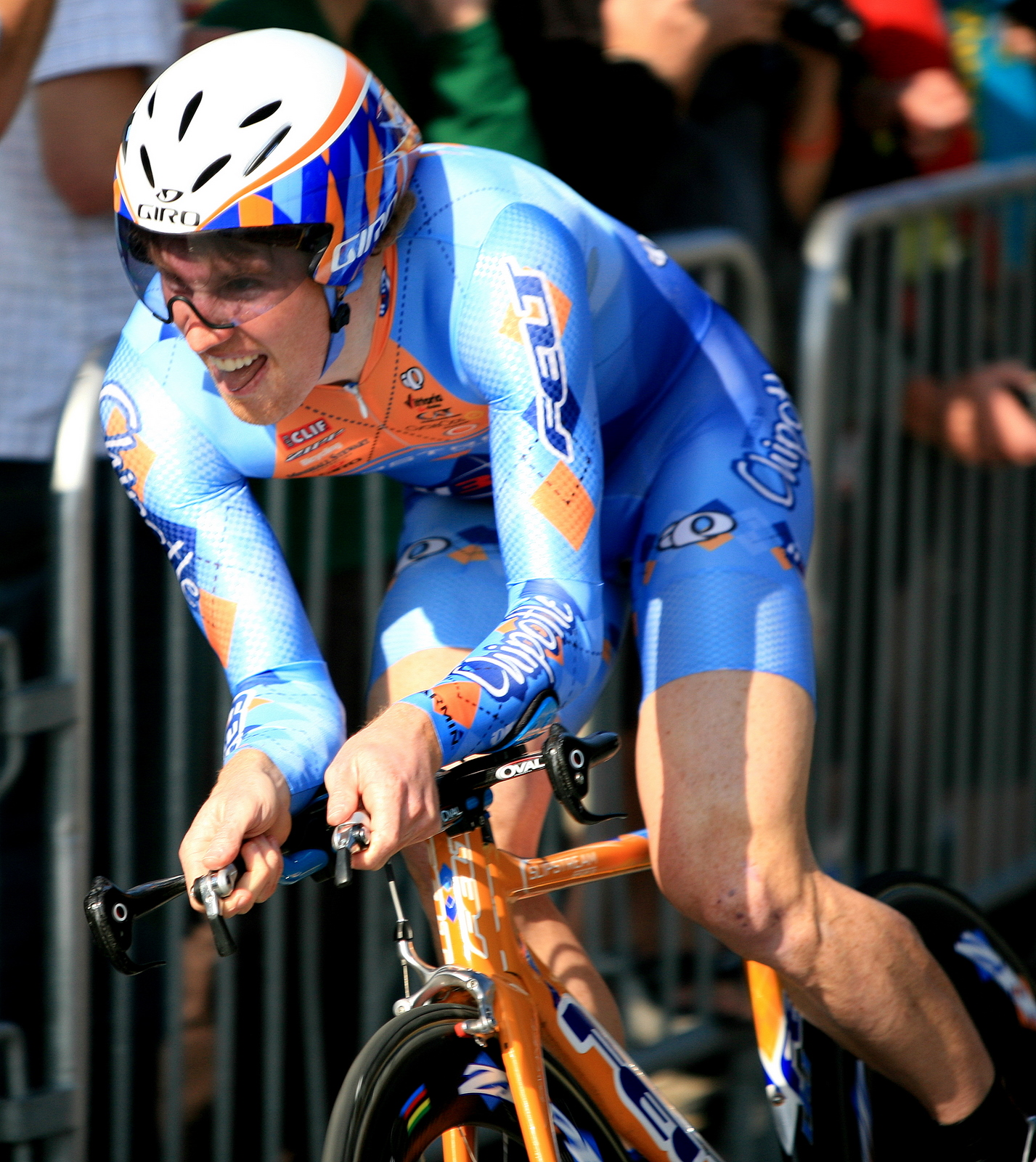
Tyler Farrar, Tour of California 2008.

Tyler Farrar, född 2 juni 1984 i Wenatchee, Washington, är en amerikansk professionell tävlingscyklist. Han tävlar för Garmin-Cervelo. Under säsongen 2006 blev Farrar professionell i Europa när UCI ProTour-laget Cofidis, le Crédit Par Téléphone kontrakterade honom över två år. Innan dess hade han tävlat i USA för Health Net Pro Cycling Team Presented by Maxxis.
Tyler Farrar blev professionell inför säsongen 2003 med Jelly Belly/Carlsbad Clothing.

## Början
Tyler Farrar föddes i Wenatchee, Washington, USA. Han började att tävlingscykla när han var 13 år.

## Karriär
Under sitt första år som professionell, med Jelly Belly/Carlsbad Clothing, vann Farrar bland annat de amerikanska tävlingarna Great Northern Aurora och Four Bridges of Elgin. Under sitt första år med Health Net Pro Cycling Team Presented by Maxxis vann amerikanen den sjunde etappen av Tour de l'Avenir framför Koldo Fernandez de Larrea och Sébastien Chavanel. Han vann också de amerikanska tempomästerskapen i U23-klassen.
Farrar vann den andra etappen av Tour de l'Avenir 2005. Samma år vann han också USPRO National Criterium Championships.
2007 vann Farrar den andra etappen på GP CTT Correios de Portugal. Han cyklade då sedan säsongen 2006 för det franska stallet Cofidis, le Crédit Par Téléphone

### 2008
Sedan säsongen 2008 tävlar Tyler Farrar för det amerikanska stallet Garmin-Chipotle presented by H3O, där han var stallkamrat med den svenska cyklisten Magnus Bäckstedt.
Under Tour of California 2008 fick Farrar cykla i den gula ledartröjan efter etapp 2, men amerikanen var tvungen att dra sig ur tävlingen dagen därpå med anledning av sjukdom. Han slutade trea på tävlingens prolog efter Fabian Cancellara och Bradley Wiggins. Tidigare under säsongen vann amerikanen Tour of the Bahamas. Han vann också två etapper under tävlingen.
Farrar slutade trea på prologen och etapp 3 av Tour of Georgia. Tillsammans med sitt stall Slipstream Chipotle presented by H30 vann han lagtempoetappen på etapp 4. Det dröjde sedan till mitten av augusti innan Farrar åter fick ett topp 3-resultat, vilket han fick på etapp 2 av Volta a Portugal. Farrar slutade senare under den portugisiska tävlingen tvåa på etapp 5.
I september 2008 slutade Farrar tvåa på etapp 1 av Tour of Missouri efter spurtspecialisten Mark Cavendish. Senare samma månad vann amerikanen etapp 1 av Tour du Poitou Charentes et de la Vienne.
I oktober samma år skadade sig hans pappa, Ed Farrar, i en cykelolycka när han krockade med en bil och skadade sig allvarligt. Farrar deltog i november i Rally for Ed, en tävling för att stötta sin far i kampen mot ryggskadan som han ådragit sig.

### 2009
I mars 2009 vann Farrar etapp 3 av Tirreno-Adriatico framför spurtarna Mark Cavendish och Enrico Rossi. Han slutade senare under tävlingen tvåa på etapp 7 bakom Cavendish. 
I maj slutade Farrar tvåa på etapp 5 av Romandiet runt bakom Oscar Freire. I maj slutade han tvåa på etapp 3 av Giro d'Italia 2009 bakom italienaren Alessandro Petacchi. På etapp 9 av tävlingen slutade amerikanen på tredje plats bakom Mark Cavendish och Allan Davis. På etapp 11 under tävlingen slutade han tvåa bakom Cavendish.
När Giro d'Italia var över vann Farrar etapp 1 av den nederländska tävlingen DELTA Tour Zeeland. Dagen därpå slutade han tvåa på etapp 2 bakom Alessandro Petacchi. Farrar slutade tvåa i DELTA Tour Zeeland bakom Robert Wagner, men framför Petacchi och amerikanen blev därmed vinnare av den nederländska tävlingen framför Petacchi. 
Farrar slutade tvåa på etapp 2 av Tour de France 2009 bakom Mark Cavendish. På etapp 10 slutade amerikanen på tredje plats bakom Cavendish och Thor Hushovd. På etapp 11 slutade han trea bakom Cavendish och den vitryske mästaren Jaŭhen Hutarovitj. Farrar slutade även etapp 21 på tredje plats, bakom Cavendish och Mark Renshaw. Farrar vann Cyclassics Hamburg 2009 framför Matti Breschel och Gerald Ciolek. Han slutade tvåa på prologen av Eneco Tour, och tävlingen fortsatte att vara lyckad då han vann etapperna 1, 2 och 4. Han slutade också tvåa på etapp 3 av Eneco Tour och på tredje plats på etapp 6. 
Farrar slutade på tredje plats på prologen av Vuelta a España 2009 bakom Fabian Cancellara och Tom Boonen. Han slutade på andra plats på etapp 6 av Vuelta a España bakom Borut Bozic. Farrar vann senare etapp 11 av det spanska etapploppet. 
Efter Vuelta a España åkte Farrar över till världsmästerskapen i Mendrisio, Schweiz, men han slutförde aldrig linjeloppet. Han reste sedan till Circuit Franco-Belge och han vann etapp 1 och 2 av tävlingen. På etapp 3 slutade han på tredje plats bakom Tom Boonen och Roger Hammond. I slutändan vann amerikanen tävlingen framför Boonen och Hammond.
2011 vann Farrar sina först seger i Tour de France genom en lagtemposeger på andra etappen och sedan en individuell seger på den tredje etappen.

## Stall
- Jelly Belly/Carlsbad Clothing 2003
- Health Net Pro Cycling Team Presented by Maxxis 2004–2005
- Cofidis, le Crédit Par Téléphone 2006–2007
- Garmin-Sharp 2008–